# 寬紋荷馬條鰍
寬紋荷馬條鰍（學名：Homatula laxiclathra）為輻鰭魚綱鯉形目條鰍科荷馬條鰍屬的其中一種，分布於亞洲中國陝西省北部黃河流域，體長可達13.7公分，棲息在河川底層水域，生活習性不明。

## 扩展阅读
維基物種上的相關：寬紋荷馬條鰍